# Takydromus stejnegeri
Espèce
Takydromus stejnegeri est une espèce de sauriens de la famille des Lacertidae.

## Répartition
Cette espèce est endémique de Taïwan.

## Étymologie
Cette espèce est nommée en l'honneur de Leonhard Hess Stejneger.

## Publication originale
- Van Denburgh, 1912 : Concerning certain species of reptiles and amphibians from China, Japan, the Loo Choo Islands, and Formosa. Proceedings of the California Academy of Sciences, ser. 4, vol. 3, no 10, p. 187-258 (texte intégral).